# Gnags
Gnags er en dansk rockgruppe fra Skjern, som har eksisteret siden 1966. Gruppen har gennem tiden haft flere udskiftninger af musikere (besætningen var dog fast i perioden 1981-96), men i hovedparten af bandets eksistens har Peter A.G. Nielsen været forsanger og tekstforfatter.
Gnags har gennemgået en del stilskift siden starten, fra kopimusik i 1960'erne over folkemusikpræget rock med politisk indhold i 1970'erne, punk- og new wave-inspiration i slut-1970'erne og de tidlige 1980'ere til en meget rytmisk funderet og lettere reggae- og verdensmusik-inspireret musikstil, der har været karakteristisk for bandets sound siden begyndelsen af 1980'erne. Gnags er kendt for sange som "Under bøgen" (1978), "Rytmehans" (1980), "Slingrer ned ad Vestergade" (1983), "Vilde kaniner" (1984), "Danmark" (1986) og "Mr. Swing King" (1989), med flere.

## Historie

### 1960'erne
Gnags blev dannet i 1966 i Skjern under navnet "Those Gnags" af brødrene Peter Andreas Gjerluf Nielsen og Jens Johan Gjerluf Nielsen og bestod i starten af Nielsen-brødrene samt forskellige skolekammerater. Ordet "Those" foran "Gnags" skulle signalere, at dette var noget specielt, idet der var så mange bands, der hed noget med "The". I 1967 blev navnet dog forkortet til Gnags. De etablerede en lokal musikklub, Gnags Dancing, på forældrenes gård uden for Skjern. Fra 1967 var gruppen en trio bestående af Jens G. Nielsen (trommer), Jacob Riis-Olsen (sang, guitar) og Sven Fenger (bas). Peter var da ude af gruppen, da hans stemme var gået i overgang, men han kom med igen i 1968 på orgel. Gnags deltog i DM i beatmusik i 1968, men uden en topplacering.
Fra omkring 1967 begyndte Jacob Riis-Olsen at skrive egne engelsksprogede sange til gruppen, og to af disse, "Eyes and ears" og "I Can't talk about it now", blev i 1969 indspillet i Jack Fridthjofs primitive "æggebakkestudie" i Nykøbing Mors. De blev udgivet på single samme år, men solgte ikke nævneværdigt.

### 1970'erne
Omkring årsskiftet 1969-70 forlod Sven Fenger gruppen, der fortsatte som trio, nu med Peter A.G. Nielsen på bas og sang, og de begyndte at skrive sange på dansk. Som dansksyngende trio optrådte de blandt andet i Thy-lejren i 1970. Året efter etablerede de et kollektiv i Haraldsgade i Viby ved Aarhus sammen med blandt andet deres faste lydmand, Ole Lauritsen. Kort tid efter udvidedes gruppen med keyboardspilleren Ivan Oehlenschlaeg Sørensen. Med denne besætning indspillede de debutalbummet, På vej, i Rosenberg-studiet. Det er præget af et forholdsvist blødt udtryk med et fremtrædende klaver og mange korharmonier. Der forekommer også instrumenter som cembalo. Teksterne befinder sig ofte på et abstrakt, filosofisk plan med sangtitler som "Du er dig". Albummet blev udsendt i 1973 af Magnet Music (en underafdeling af Philips under ledelse af Johnny Reimar) og solgte omkring 7.000-8.000 eksemplarer.
I 1974 blev gruppen udvidet med Per Chr. Frost på guitar. Samme år indspillede Gnags det andet album Del af en ring, igen i Rosenberg-studiet. Albummet befinder sig musikalsk og tekstligt i forlængelse af På vej, selvom musikken er mere enkel; der er blandt andet færre temposkift. Denne gang var Magnet Music dog ikke videre interesseret i at udgive musikken. Gnags forhandlede derefter om en fælles distributionsaftale med Alrune Rod, der havde startet eget pladeselskab, men aftalen strandede på grund af uenigheder om modellen, da Alrune Rod kun ville sælge plader via postordre, så Gnags etablerede deres eget pladeselskab, Genlyd Grammofon, og udgav Del af en ring som selskabets første udgivelse i 1975. Genlyd, der blev opkøbt af BMG i starten af 1990'erne, dannede herefter rammen om alle gruppens udgivelser til og med Gösta Hammerfedt fra 1996.
Efter Del af en ring etablerede Gnags deres eget pladestudie hjemme i kollektivet i Viby, Feedback-studiet. I begyndelsen var det et ret primitivt studie med to tosporsbåndoptagere, men det blev senere udbygget til et fuldt professionelt lydstudie, der kom til at danne rammen om indspilningen af en lang række danske vinylplader. Både Genlyd og Feedback fik i de følgende år stor betydning for udviklingen af det århusianske rockmiljø, der især havde en blomstringstid i 1980'erne med navne som Gnags, Tv-2, Mek Pek, Thomas Helmig og Kliché. Den første indspilning i Feedback-studiet var Gnags' tredje album, Det er det fra 1976. Albummet indeholdt blandt andet sangen "Ulvetid", der også blev udgivet på Christianiapladen fra samme år. Det er det fulgtes i 1977 op af La' det gro, hvor Per Chr. Frost var erstattet af Ole Poulsen, der tidligere havde spillet i Alrune Rod. Poulsen forlod dog hurtigt Gnags, hvorefter Frost kom tilbage.
I 1977 blev musikgruppen udvidet med Henning Stærk som ekstra trommeslager og percussionist. Stærk medvirkede første gang på Er du hjemme i aften fra 1978. Albummet blev et kunstnerisk - og kommercielt gennembrud for Gnags og indeholder en i forhold til de forgående pladeudgivelser mere pågående og guitardomineret rockmusik. Samtidig var Peter A.G.'s tekster blevet mere konkrete i budskabet, og en del af sangene havde et klart politisk indhold, for eksempel "De strejker henne på møllen". Albummets mest kendte sang er dog formentlig den akustiske ballade "Under bøgen", der ifølge Peter Deleuran og Jan Knus er "det nærmeste Gnags er kommet en nationalsang". I 1979 fulgte Burhøns, der viser kraftig inspiration fra punk og new wave med korte, hurtige sange tilsat fræsende guitarer.

### 1980'erne
New wave-inspirationerne blev yderligere udforsket på det mere kølige album, Intercity fra 1980, der blandt andet indeholdt nummeret "Rytmehans". Det fulgtes i 1981 op af et livealbum, Live vol. 1, der samtidig var den sidste Gnags-plade med Henning Stærk. Han blev erstattet af den dengang 19-årige Mads Michelsen, der var bror til Anne Dorte Michelsen fra Tøsedrengene. Gnags hørte Bob Marley på Roskilde Festival i 1978, og samtidig udvikledes Gnags' udtryk sig i retningen af reggae og verdensmusik, hvilket kom til udtryk på den populære reggaeplade Safari fra 1982. Pladen var produceret af den jamaicanske producer Karl Pitterson, der blandt andet havde arbejdet som lydtekniker for Bob Marley. På pladen var Peter A.G. Nielsens tekster blevet mere fabulerende end tidligere, og gruppen kaldte pladen "en hyldest til livskraften, fantasien og kærligheden og fællesskab med naturen".
På det næste album, det meget stemningsmættede X (1983), videreudvikledes den rytmisk betonede musikstil fra Safari, nu i selskab med den amerikanske producer Jack Nuber. Mange af sangteksterne kunne karakteriseres ved et udpræget metaforisk islæt; således er titler som "Havnen med skibe", "Tømmerflåden" og "Alt synes ro ombord" præget af en skibsmetafor, mens fuldmånen som billede optræder i titlerne "Fuldmånen lyser" og "Fuldmånevanvid". Samarbejdet med Jack Nuber fortsatte med Den blå hund (1984) med sange som "Går med hunden gennem byen" og "Vilde kaniner". Albummet blev Gnags' foreløbig største succes, idet den som den første solgte i mere end 100.000 eksemplarer. Også En underlig fisk (1985) blev produceret af Nuber. Albummet kan høres som en slags konceptalbum, idet mange af sangene er bygget op om en symbolik baseret på fisk, vand og hav, for eksempel udtrykt i titler som "En underlig fisk", "Det gule akvarium" og "Isbryderen".
Samarbejdet med Karl Pitterson blev genoptaget på Plads til begejstring (1986). Pladen indeholdt blandt andet sangen "Danmark", der med linjer som "Danmark / det banker på din dør / har aldrig set dig så selvisk og ensom / nogensinde før", "Lige meget hvem du er / lige meget hvor du er / så velkommen her" og "Længe leve mangfoldigheden" opfordrede til åbenhed i det danske samfund over for fremmede og over for input udefra. Dette tema blev i 1988 videreført på singlen "Rejsegrammofonen", der blev udsendt i samarbejde med Dansk Ungdoms Fællesråd som en del af en kampagne mod fremmedfrygt. Plads til begejstring blev i 1987 fulgt op af Har de puttet noget i kaffen? med blandt andet hittet "Den dejligste morgen", og i 1989 kulminerede succesen med Mr. Swing King med sange som titelnummeret og "Når jeg bli'r gammel". Musikken på pladen viste blandt andet inspiration fra caribisk musik, blandt andet som følge af en Gnags-turné i Cuba og Nicaragua i 1988. Samme år havde Gnags optrådt for 100.000 tilskuere ved Grøn Koncert.

### 1990'erne
I 1990 blev Genlyd Grammofon solgt til det tyske selskab BMG. Året efter udsendte gruppen Lygtemandens sang, der var en ny salgssucces, omend i mindre omfang end Mr. Swing King. Om pladen udtalte Peter A.G. Nielsen i 2008: "Da vi lavede Lygtemandens Sang, så lavede vi den ikke, fordi vi skulle lave én magen til Mr. Swing King – tværtimod ville vi lave noget andet. Men hvis du går fra at sælge 300.000 plader med Mr. Swing King til kun at sælge 150.000, så bliver det betragtet som om, at det går dårligt". 1990'erne blev således mindre succesfulde end 1980'erne og samtidig mindre produktive. Pladerne Øjne på stilke (1994) og Gösta Hammerfedt (1996) opnåede ikke helt den samme succes som tidligere, selvom sidstnævnte gav en platinplade for 50.000 solgte eksemplarer. Betegnende nok var de to plader slet ikke repræsenteret på opsamlingen Gnags Greatest fra 1999, der udelukkende indeholdt sange fra perioden 1980-1991. Samtidig begyndte et frafald i bandmedlemmer. I 1996 valgte Per Chr. Frost at stoppe for at spille med andre musikere, og samme år måtte også Jens G. Nielsen holde op på grund af sygdom.

### 2000'erne
Det var således en kvartet, der i 2000 udsendte Ridser, revner & buler, et album der supplerede bandets udtryk med enkelte elektroniske elementer. Det udkom på pladeselskabet RecArt, som den første Gnags-udgivelse siden 1973, der ikke havde relation til Genlyd, men var en kommerciel skuffelse.
I 2002 blev Gnags udvidet med Mika Vandborg (guitar) og Bastian Sjelberg (bas, keyboards). Med denne besætning indspilledes Skønhedspletter (2002), der blev en pæn succes. Også denne plade blev udsendt på RecArt. Året efter dannede Gnags imidlertid igen et pladeselskab, S!MPLE Records. Selskabet blev blandt andet dannet på baggrund af en skepsis hos bandet over for musikbranchen – især i lyset af balladen om den såkaldte Wig Wam Tour fra 2002, der inkluderede flere store danske navne, men som blev aflyst på grund af svigtende billetsalg. S!MPLE Records dannede rammen om udgivelsen af albummet Skitsernes drøm (2003), der dog blev dårligt modtaget af nogle kritikere: Gaffa tildelte det kun to ud af seks stjerner, mens Erik Jensen i Politiken betegnede sangene som "skitseagtige, ufærdige og ufuldendte".
Herefter fulgte en stille periode, der dog i 2005 blev afbrudt af udgivelsen af Siden 66, et bokssæt bestående af numre fra hele karrieren. I 2007 medvirkede Peter A.G. Nielsen desuden som gæstevokalist på nummeret "Kærlighed til folket" med den århusianske reggaegruppe BliGlad. Først i 2008 udsendte Gnags et nyt album, Legepladsen, nu igen på Genlyd. Her var gruppen atter en kvartet, idet besætningen nu bestod af af Peter A.G. Nielsen, Mads Michelsen, Mika Vandborg og Bastian Sjelberg. Albummet blev produceret af Jens Bjørnkjær, og musikken blev af gruppen betegnet som en "en klassisk groovy Gnags-lyd – dog meget mere skramlet end tidligere".

### 2010'erne
I efteråret 2011 havde Black Box Theatre i Holstebro premiere på teaterkoncerten Danmark, der byggede over Gnags-numre. Samme år lukkede Gnags' gamle Feedback-studie, som siden slutningen af 1990'erne havde været ejet af Jacob Riis-Olsen. I 2014 viste en opgørelse, at Gnags var det band, der havde spillet fleste gange på Roskilde Festival med sammenlagt 12 koncerter.
I 2015 tog Gnags på turneen Flashback Tour, hvor guitaristen Per Chr. Frost var tilbage som guitarist og kapelmester. De øvrige musikere, ud over Peter AG, var Niels Mathiasen på saxofon, Søren Runge på keyboards, Lars Daugaard på trommer, Rune Harder Olesen på percussion, Anne Seier sang og kor og Henrik S.P. Poulsen bas. Turneen startede i Tivoli Friheden i Aarhus og besøgte 26 byer og festivaler.
I 2016 havde Gnags deres 50 års jubilæumsturné med navnet  »Dansaurus Tour 2016«. Det var med samme besætning som i 2015.
Den 3. februar 2017 udkom Gnags' 22. studiealbum, Nørd på Genlyd og Sony Music. Albummets konstellation bestod af forsanger Peter A.G. Nielsen og guitarist Per Chr. Frost (det var første gang siden 1996, Frost medvirkede på et Gnags-album). Albummet gik ind på førstepladsen på hitlisten, hvilket var første gang siden Gösta Hammerfedt (1996).
Det blev i 2019 fulgt op af albummet Robot'n'Roll, der udkom 12. april - ligeledes hos Genlyd/Sony Music.

### 2020'erne
Den 8. april 2022 udgav bandet singlen Fugl Fønix (fra Skodborg).
Den 6. maj 2022 udsendtes albummet "På ryggen af en drøm".

## Bandmedlemmer gennem tiden

### Peter A.G. Nielsen
Født 1952. Sang, keyboards, guitar, bas, harmonika. Medlem 1966-1967 samt 1968 til i dag. Bandets forsanger og tekstforfatter.

### Jacob Riis-Olsen
Født 1951. Elguitar, spansk guitar og kor. Medlem af Gnags fra 1967, men udtrådt efter albummet Skitsernes Drøm fra 2003. Han købte i 1999 Feedback-studiet, som Gnags i sin tid etablerede i 1975 i tilknytning til deres kollektiv i Aarhus. Han var herefter ejer af studiet, indtil det lukkede i 2011.

### Ivan Sørensen
Født 1955, død 22. juli 2015. Orgel, keyboard. Medlem af Gnags fra 1971, men udtrådt efter albummet Skitsernes Drøm fra 2003.

### Mads Michelsen
Født 1962. Trommer, percussion, bas, guitar, moog og keyboards. Medlem af Gnags siden 1981. Før Gnags spillede han bl.a. i gruppen Rockforbundet samt i Mek Peks band. Han er bror til Anne Dorte Michelsen.

### Mika Vandborg
Født 1971. Elguitar. Medlem af Gnags siden 1999. Han har også arbejdet sammen med bl.a. Love Shop, Dicte, Kasper Winding og Nikolaj & Piloterne. I 2003 udgav han soloalbummet Under The Sun. Det er senere fulgt op af albummet 2010 (2010). Han har siden 2012 stået i front i gruppen Electric Guitars med guitaristen Søren Andersen.

### Bastian Sjelberg
Bas. Medlem af Gnags siden 2002.

### Jens G. Nielsen
Født 1951. Trommer, percussion, programmering, kor. Medlem 1966-1996.

### Per Chr. Frost
Født 1954, død 2023. Bas, lead-guitar, akustisk guitar, kor. Medlem 1974-1976, 1977-1996 og igen fra 2015.

### Henning Stærk
Født 1949. Trommer, percussion, bas, mundharpe, sang. Medlem 1977-1981.

### Sven Fenger
Bas. Medlem 1967-1970.

### Ole Poulsen
Guitar. Medlem af Gnags 1976-1977, hvor han afløste Per Chr. Frost. Før Gnags var han bl.a. medlem af Alrune Rod fra 1971 frem til bandets opløsning i 1974.

## Diskografi

### Studiealbum
- 1973 – På vej
- 1975 – Del af en ring
- 1976 – Det er det
- 1977 – La' det gro
- 1978 – Er du hjemme i aften
- 1979 – Burhøns
- 1980 – Intercity
- 1982 – Safari
- 1983 – X
- 1984 – Den blå hund
- 1985 – En underlig fisk
- 1986 – Plads til begejstring
- 1987 – Har de puttet noget i kaffen?
- 1989 – Mr. Swing King
- 1991 – Lygtemandens sang
- 1994 – Øjne på stilke
- 1996 – Gösta Hammerfedt
- 2000 – Ridser, revner & buler
- 2002 – Skønhedspletter
- 2003 – Skitsernes drøm
- 2008 – Legepladsen
- 2017 – Nørd
- 2019 – Robot’n'Roll
- 2022 – På ryggen af en drøm

### Livealbum
- 1981 – Live vol. 1
- 1992 – Live vol. 2

### Opsamlingsalbum
- 1986 – 13 rigtige
- 1988 – Under bøgen
- 1999 – Gnags Greatest
- 2005 – Siden 66
- 2016 – Monster Hits

### Singler
Bemærk: Denne er ikke komplet
- 1978: "Under bøgen"
- 1980: "Rytmehans"
- 1983: "Slingrer ned ad Vestergade"
- 1984: "Vilde kaniner"
- 1986: "Danmark"
- 1989: "Mr. Swing King"
- 2003: "En biografbillet"
- 2017: "Pjækkedag"
- 2019: "Guldkaret"
- 2019: "Når robotterne kommer"
- 2022: "Kold vinternat"
- 2022: "Fugl Fønix (fra Skodborg)"